# 中日朝鲜撤兵条约

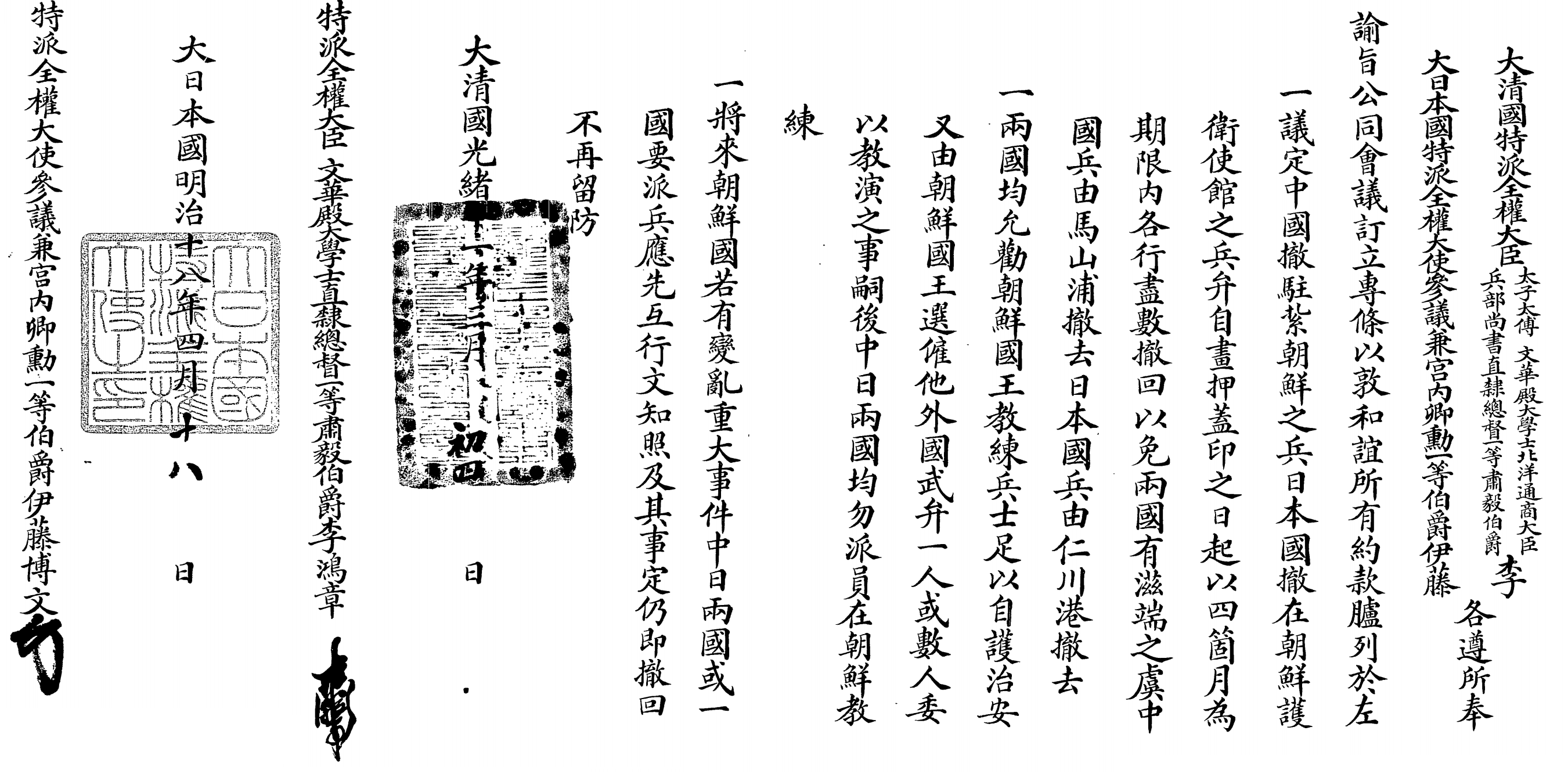
中文

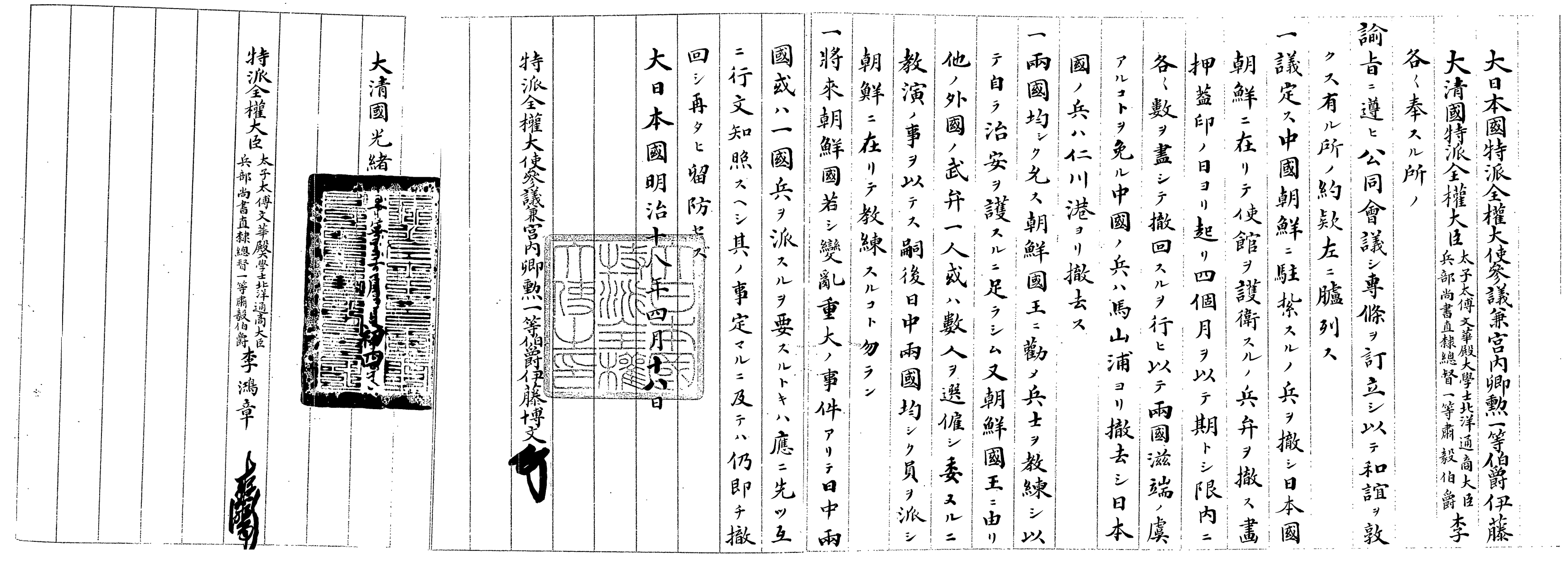
日文

《中日天津会议专条》是指1885年4月18日（光绪十一年三月初四），中國於清朝時与日本在天津就朝鮮问题签订的条约。又称《中日天津条约》或《朝鲜撤兵条约》。中文本原存於中華民國外交部，現寄存於臺北外雙溪國立故宮博物院的庫房保存。

## 内容
1. 议定两国撤兵日期；中国兵由马山浦撤去、日本国兵由仁川港撤去。
2. 中、日均勿派员在朝教练；
3. 将来朝鲜国若有变乱重大事件，中、日两国或一国要派兵，应先互行文知照。

## 外部連結
- . worldjpn.grips.ac.jp.   [2021-09-27]. （原始内容存档于2021-09-27）.